# Yuhina brunneiceps
La yuhina de Formosa (Yuhina brunneiceps) es una especie de ave paseriforme de la familia Zosteropidae endémica de Taiwán. 

## Descripción

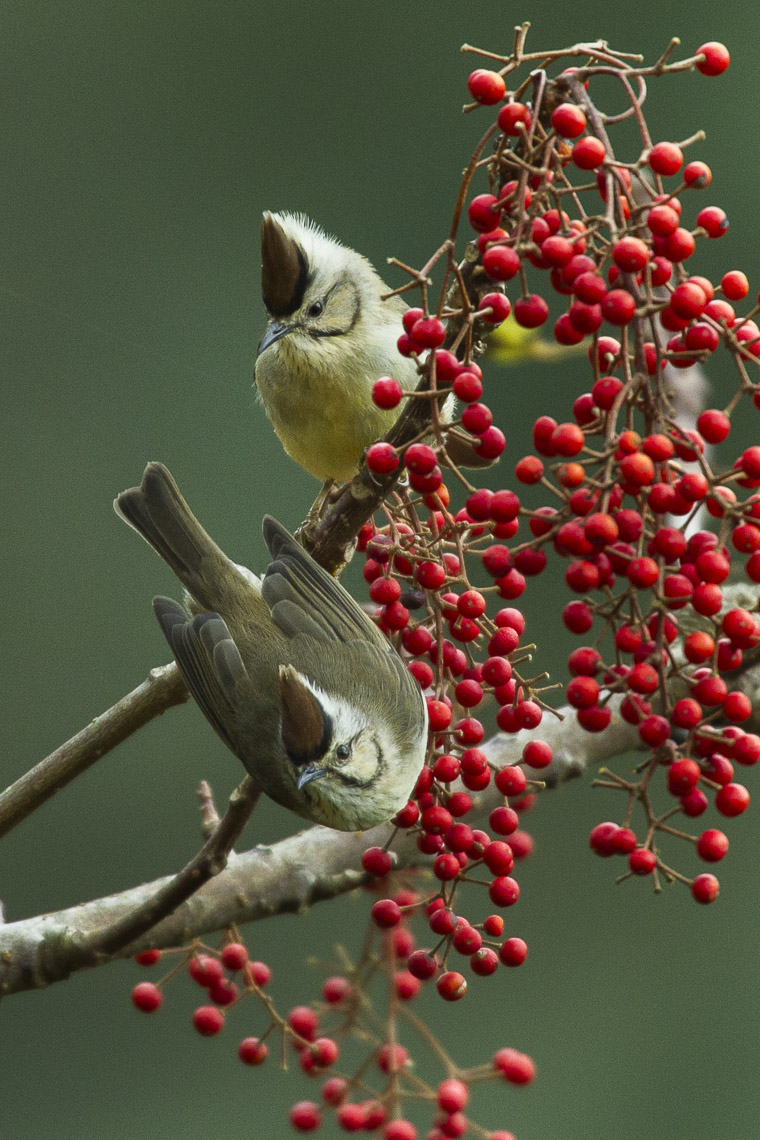
Las yuhinas de Taiwán se caracterizan la coloración de su rostro.

La yuhina de Taiwán mide unos 13 cm de largo. El plumaje de sus partes inferiores es de color pardo oliváceo, mientras que sus partes inferiores son blanquecino amarillentos. Se caracteriza por su copete apuntado, castaño oscura en la parte frontal y blanco en la posterior. Su rostro es blanco y tiene una larga bigotera negra que se prolonga rodeando toda sus mejillas hasta juntarse con la lista postocular, también negra. Su patrón de coloración es bastante atípico dentro de su género.

## Taxomomía
Las yuhinas son parientes cercanos de los anteojitos por lo que se clasifica en la familia Zosteropidae. Anteriormente se clasificaban en la familia Timaliidae, pero los estudios genéticos indicaron que debían trasladarse. El pariente vivo más cercano es la yuhina barbinegra, que se encuentra en el interior de Asia.

## Distribución y hábitat
La especie se encuentra en los bosques templados de las montañas de la isla de Formosa, entre los 1000 y 3300 metros de altitud. Puede encontrarse con mayor frecuencia en árboles en flor como el tulipero chino y frutales de la familia Elaeagnaceae y de los géneros Idesia (Salicaceae).

## Comportamiento
Es un pájaro gregario, activo y bastante tímido. Suele mantenerse en el nivel bajo del bosque, y con frecuencia se junta a bandadas mixtas con otras especies, especialmente con herrerillos. Las bandadas mientras se alimentan emiten un parloteo suave continuo. Se alimenta principalmente de néctar, frutos, flores y pequeños insectos.
La época de cría de la yuhina de Formosa se produce de mayo a junio. Emiten una llamada de tipo twi-MI-chiu.